# Василиј Татишчев
Василиј Никитич Татишчев (рус. Василий Никитич Татищев; код Пскова, 19. април 1686 — Болдино, 15. јул 1750) је био познати руски државник, етнограф а остао је упамћен као први аутор свеобухватне руске историје.
Оснивач је два руска града Јекатеринбуга и Перма.